# خطرة الطيف في رحلة الشتاء والصيف
خطرة الطيف في رحلة الشتاء والصيف: وهو أحد الكتب العربية من تأليف الكاتب محمد بن عبد الله بن سعيد السلماني اللوشي الأصل، الغرناطي الأندلسي "أبو عبد الله" الشهير بلسان الدين ابن الخطيب (المتوفى عام 776 هـ).
فهو كتاب وصف فيه الكاتب رحلة رسمية قام بها إلي غرناطة مع أمير المسلمين أبي الحجاج يوسف بن نصر، حيث كان الهدف من هذه الرحلة تفقد أحوال الثغور الشرقية لمملكة غرناطة، وكان خروج الركب السلطاني من غرناطة يوم الأحد 17 محرم سنة 747 هجري.
قام على نشر هذه الرحلة المستشرق الألماني (ماركوس جوزيف مولر) في كتابه المشهور (نخب من تاريخ المغرب العربي) الذي تم نشره سنة 1866م، مستنداََ في مصدره علي ما ورد من هذه الرحلة في كتاب (ريحانة الكتاب ونجعة المنتاب) لابن الخطيب.

## نبذة عن المؤلف
هو "محمد بن عبد الله بن سعيد بن عبد الله بن سعيد بن علي بن أحمد السّلماني الخطيب"،المولود في عام 713هـ الموافق 1313م، الشهير لسان الدين ابن الخطيب صاحب الألقاب الثلاثة "ذو الوزارتين، ذو العمرين وذو الميتين"، فهو شاعر وكاتب ومؤرخ وفيلسوف وطبيب وسياسي من الأندلس، حيث عاش لسان الدين بن الخطيب في عصر بني نصر(حكام مملكة غرناطة في ذلك الوقت) ثُمّ أقبل على دراسة الأدب والطب بالإضافة إلى الفلسفة في جامعة القرويين في منطقة فاس.
شاهد أيضاََ: لسان الدين بن الخطيب وصوره البالغية

## المحتويات
لقد تضمن هذا الكتاب مسارات الرحلة التي قام بها الكاتب إلى غرناطة مقسمة إلى أربع رسائل، الرسالة الأولى (خطؤة الصيف في رحلة الشتاء والصيف) الخروج من غرناطة، الرسالة الثانية (مفاخرات مالقة وسلا)، الرسالة الثالثة (الاختبار في أحوال المعاهد والديار)، الرسالة الرابعة (نفاضة الجراب في علالة الاغتراب)، حيث تم شرح تفاصيل الرحلة وكان عدد صفحات الكتاب 163.

## أنظر أيضاََ
- كتاب المحبر
- الإحاطة في أخبار غرناطة
- الرحلة المراكشية أو مرآة المساوئ الوقتية
- كناسة الدكان بعد انتقال السكان